# Хермаде, Родриго
Родриго Хермаде Баррейро (исп. Rodrigo Germade Barreiro; род. 23 августа 1990, Кангас, Галисия) — испанский гребец на байдарках, двукратный призёр летних Олимпийских игр 2020 и 2024 годов, трёхкратный чемпион мира, чемпион III Европейских игр 2023 года, чемпион Европы 2018 года. Участник летних Олимпийских игр 2016, 2020 и 2024 годов.

## Карьера
В 2015 году в Рачице на чемпионате Европы в байдарках-четвёрках на 1000 метров завоевал бронзовую медаль — это была первая значимая медаль для испанского байдарочника.
В Рио-де-Жанейро, на летних Олимпийских играх принял участие в заездах на байдарках-четвёрках на дистанции 1000 метров. Испанская команда в финале А стала пятой.
В 2017 году на чемпионате мира стал чемпионом в заездах на байдарках-двойках на дистанции 500 метров.
В 2021 году на чемпионате мира в Копенгагене Родриго в байдарках-двойках на дистанции 500 метров завоевал золотую медаль.
На летних Олимпийских играх 2020 года в Токио, испанец в составе четвёрки байдарочников завоевал олимпийское серебро, уступив только команде Германии.
В 2022 году на чемпионате мира в Канаде завоевал третий чемпионский титул. Одержал победу в байдарках-четвёрках на 500 метров.
В 2023 году принял участие в III Европейских играх в Кракове. В составе испанской четвёрки завоевал золотую медаль.
На летних Олимпийских играх 2024 года в Париже испанец завоевал бронзовую медаль в байдарках-четвёрках на дистанции 500 метров.